# 순응자
《순응자》(이탈리아어: Il conformista)는 1970년 개봉한 이탈리아의 정치 드라마 영화이다. 베르나르도 베르톨루치가 감독과 각본을 맡았으며, 알베르토 모라비아의 동명 소설이 영화의 원작이다.

## 출연

### 주연
- 장루이 트린티냥
- 스테파니아 산드렐리

### 조연
- 도미니크 샌다
- 개스톤 모스친
- 엔조 타라스치오
- 조시 쿠아글리오
- 이본느 산손
- 포스코 지아체티
- 삐에르 클레멘티

## 기타
- 원작자: 알베르토 모라비아
- 미술: 페르디난도 스카피오티
- 의상: 기트 마그리니